# 668
Năm 668 là một năm trong lịch Julius.